# Den 14:e
Den 14:e är ett album av Hasse Andersson, släppt 1997.

## Låtlista
1. Jag tittar i mitt fönster - 3.17
2. Till min livskamrat - 3.26
3. Amandas sång - 4.23
4. Har jag sagt till dig i dag - 3.27
5. Men hon ville ju bli älskad - 4.21
6. Var är du nu lille påg - 4.58
7. Nickolinas snoa - 3.07
8. När regnet föll - 4.08
9. Den som bryr sig om problem som är små - 3.21
10. En helt vanlig söndag - 4.55
11. En rynkig gammal fru - 3.28
12. Frihetens vingar - 3.01 (instrumental)

### Fotnoter
1. ↑  ”Den 14:e”. Svensk mediedatabas. 2 mars 2006. http://smdb.kb.se/catalog/id/001514512. Läst 15 juli 2016.